# Lithariapteryx
Lithariapteryx is een geslacht van vlinders van de familie roestmotten (Heliodinidae), uit de onderfamilie Orthoteliinae.

## Soorten
- L. abroniaeella Chambers, 1876
- L. jubarella Comstock, 1940
- L. mirabilinella Comstock, 1940